# Jerusalem (pel·lícula de 1996)
Jerusalemés una pel·lícula que es va estrenar als cinemes a Suècia el 6 de setembre de 1996, dirigida per Bille August, basada en la novel·la en dues parts Jerusalem de Selma Lagerlöf.
La pel·lícula, també emesa com a sèrie de televisió, era una coproducció d'Escandinàvia dirigida per Svensk Filmindustri. La pel·lícula va ser seleccionada com a entrada sueca a l'Millor pel·lícula en llengua estrangera als Premis Oscar de 1996, però no va ser acceptada com a nominada.
El repartiment inclou Ulf Friberg, Sven-Bertil Taube, Maria Bonnevie, Pernilla August, Max von Sydow, Reine Brynolfsson, Lena Endre, Olympia Dukakis, Michael Nyqvist, Mona Malm, Sven Wollter, Hans Alfredson, Viveka Seldahl i Johan Rabaeus.

## Argument
La novel·la i la pel·lícula es van inspirar en fets reals de finals del segle XIX, una època en què molta gent va marxar d'Europa per trobar una vida millor a l'estranger. La història gira al voltant d'un nombre de famílies en dificultats del nord de Suècia que comparteixen una forta creença cristiana en la fi imminent del món. Després d'un llarg viatge, aquestes famílies opten per establir-se als afores de Jerusalem, on es dediquen a l'agricultura i es construeixen un nou futur, esperant el Dia del Judici Final. Una sèrie de visions reivindicades només s'afegeixen a la dificultat de la vida al seu país d'adopció, i amb les dificultats creixents i la pèrdua de membres de la família, alguns del grup decideixen tornar a Suècia, mentre que altres es queden.

## Repartiment
- Ulf Friberg com a Ingmar
- Maria Bonnevie com a Gertrud
- Pernilla August com a Karin
- La reina Brynolfsson com a Tim
- Lena Endre com a Barbro
- Jan Mybrand com a Gabriel
- Sven-Bertil Taube com a Helgum
- Björn Granath com a Storm
- Viveka Seldahl com a Stina
- Mona Malm com a Eva Gunnarsdotter
- Hans Alfredson com a Mats Hök
- Max von Sydow com a vicari
- Olympia Dukakis com a Sra. Gordon
- Annika Borg com a Gunhild
- Johan Rabaeus com a Eljas
- Sven Wollter com a Stor-Ingmar
- Mats Dahlbäck com a Hans Berger
- Anders Nyström com a Sven Persson
- Claes Esphagen com a Forrester
- Fredrik Ohlsson com a advocat
- John Gunnarson com a Jesús
- Torsten Sjöholm com Gunnar Höök
- Michael Nyqvist com a Fuster 1
- Lasse Almebäck - Fuster 2
- André Beinö com a Ingmar infantil (acreditat com André Beijnö)
- Stina Wargert - Gertrud de petita
- Sydnee Blake - Dona americana
- Mel Cobb - home americà
- Nils Eklund - Hoster
- Lars Engström - Doctor
- Rolf Jenner - Gran home 1
- Christer Flodin - Big Man 2
- Viktor Friberg - Treballador de serra
- Douglas Johansson com a Lars Tipers
- Katherine Kjellgren - noia americana
- Jan Sjödin - El pare de Gabriel
- Eva Stellby - La mare de Gabriel
- Stina von Sydow com a criada
- Cilla Thorell - noia russa
- Amanda Steen - Greta
- Tindra Laurén - Greta de petita
- Galina Pavlovna Soboleva - dona russa
- Valeri Dmitrievitj-Lisenkov - home rus 1
- Pavel Oetrovitj-Ostroukhouv - Home rus 2

## Recepció
La pel·lícula va ser una de les pel·lícules sueques més populars de l'any amb un excés brut de 2,3 milions de dòlars.

## Premis
Lena Endre va guanyar el Premi Guldbagge suec com a millor actriu secundària, i la pel·lícula va ser nominada en diverses altres categories